# Vigilante 8: Second Offense
Vigilante 8: Second Offense est un jeu vidéo de combat motorisé paru en 1999 sur PlayStation, Nintendo 64 et Dreamcast. Il s'agit de la suite de Vigilante 8.

## Synopsis
En 1977, 2 ans après les évènements de Vigilante 8, Slick Clyde, désormais chef des Coyotes, revient du futur (2017) avec ses troupes pour éliminer Convoy, le chef des Vigilantes et semer la destruction à travers les États-Unis en détruisant ses principales infrastructures (raffinerie de pétrole, centrale nucléaire, etc.).

## Système de jeu
Tout comme dans Vigilante 8, le but principal du joueur est de détruire les autres véhicules présents dans l'arène à l'aide de diverses armes et coups spéciaux disséminés dans le niveau. En mode Quest, le joueur devra également remplir des objectifs additionnels comme protéger un bâtiment, le détruire, récolter des objets ou effectuer une action précise. La nouveauté de cet opus est que le joueur a désormais la possibilité de personnaliser son véhicule en le repeignant (depuis l'écran de sélection) où d'y ajouter des éléments (en récoltant des bonus lors de la destruction de véhicules ennemis). Une troisième faction indépendante des Vigilantes et des Coyotes fait également son apparition : les Drifters, dont les objectifs ne sont orientés ni destruction, ni protection.

## Arènes
- Alaska : Un pipeline ainsi que des cuves de pétrole sur des terres gelées.
- Louisiane : Un bayou hanté abritant une ancienne plantation de sucre, avec son vieux manoir, son cimetière et au beau milieu de la nuit.
- Floride : Une île servant de base de lancement spatial à la NASA.
- Arizona : Un cratère d'impact de météorite au beau milieu du désert, avec son observatoire, sa station-service et son ciné-arc.
- Minnesota : La centrale nucléaire de Pander Island et ses environs en pleine nuit.
- Californie : Un grand port de marchandises allant des entrepôts au phare en passant par les grues de chargement, au coucher du soleil.
- Pennsylvanie : Une aciérie en activité et ses environs.
- Utah : La station de sports d'hiver accueillant les Jeux olympiques d'hiver de 1977, avec ses chalets, ses pistes de slalom et de bobsleigh ainsi que son tremplin de saut à ski.

## Personnages et véhicules

### Vigilantes
- Sheila (Wonderwagon)
Sheila est la nièce de Convoy. Étudiante pour devenir agent du FBI, elle reçoit sa première mission officielle à la fin de son mode Scenario.Thunderbird)  Comme dans le premier opus, son véhicule est un buggy, d'un modèle différent, armé d'une lourde mitrailleuse Gatling surnommé Tantrum qui peut désarmer ses adversaires.

- John Torque (Thunderbolt)
John est un joueur invétéré et passionné de belles voitures et de vêtements de luxe. La Thunderbolt ressemble fortement à une Pontiac Firebird. Son arme spéciale, la Wheel 'O Fortune est un revolver tirant une balle plus ou moins grosse, infligeant plus ou moins de dégâts et produisant plus ou moins de recul sur la Thunderbolt.

- Team FAST (Dakota Stunt Cycles)
Le Flying All Star Trio, est composé de 3 frères et sœurs cascadeurs pilotant une moto avec side-car, à la recherche de leur quatrième sœur qui s'avère être Houston. Leur arme spéciale, Soaring Glory  est un tir de feux d'artifice à tête chercheuse tiré depuis le side-car.

- Houston (Samson Tow Truck) à débloquer
Houston est la femme de Convoy depuis qu'elle a pu s'affranchir du programme qui la contrôlait. Elle conduit une remorqueuse et son arme spéciale est le crochet de cette dernière, qui s'accroche au véhicule le plus proche, le tracte violemment derrière elle puis l'éjecte loin devant.

- Convoy (Livingston Truck) à débloquer
Convoy est l'oncle de Sheila ainsi que le mari de Houston. Il est également le chef des Vigilantes. Il est la cible de l'attaque de Clyde lorsque celui-ci revient du futur pour le tuer. Convoy conduit un lourd camion avec remorque, son arme spéciale, Rolling Thunder est un coup de klaxon qui projette au loin tout véhicule se trouvant devant.

- Dave's Cultmen (Xanadu XV) à débloquer
Ces trois amis considèrent comme une légende Dave, Vigilante du premier opus parti vivre avec les extraterrestres. Leur but, tout comme leur idole, est d'établir un contact avec un alien. Ils voyagent à bord d'un camping car et leur arme spéciale, une antenne parabolique appelle trois petits ovnis attaquant l'ennemi ciblé.

### Coyotes
- Dallas 13 (Palomino XIII)
Créé en 2017, Dallas 13 est un cyborg au service de Clyde. La voiture futuriste de Dallas 13 est dépourvue de roues, elle flotte au-dessus du sol, et son arme spéciale, Mega-Collider est un rayon laser qui inflige de lourds dégâts à tout véhicule ou bâtiment se trouvant devant lui.

- Nina Loco (El Guerrero)
Nina est une trafiquante d'armes qui vend à qui paie le mieux, de quelque côté que ce soit de la frontière mexicaine. Elle était la petite amie de Sid Burn à l'époque où il dirigeait les Coyotes. Sa voiture est équipée de missiles Lemming à tête chercheuse, qui une fois tirés attirent à eux toute attaque autoguidée et brouillent le radar de tous les ennemis jusqu'à l'impact.

- Molo (Blue Buro Bus)
Molo est un délinquant juvénile ayant rejoint les Coyotes dans le premier opus. Comme précédemment, il conduit un bus (cette fois ci, un bus de transport de prisonniers) dont l'arme spéciale est le fameux pot d'échappement lâchant une épaisse fumée noire faisant caler le moteur de tout véhicule ennemi la traversant.

- Obake (Tsunami) ou Keiko Uzumi à débloquer
Obake est une orpheline adoptée par Clyde qui en a fait son assassin. Elle sert Clyde jusqu'à ce qu'elle découvre qu'il est responsable de la mort de son père biologique, dès lors la vengeance sera son nouvel objectif. Elle conduit une moto futuriste dont l'arme spéciale appelée Rift Blade consiste à la faire accélérer jusqu'à la vitesse de la lumière afin de trancher tout ennemi se trouvant sur sa trajectoire.

- Lord Clyde (Excelsior Stretch) à débloquer
Slick Clyde, ancien Vigilante devient à la fin de Vigilante 8 le nouveau chef des Coyotes, en 2017, alors qu'il est à la tête de la compagnie OMAR ayant le monopole du pétrole, il décide à l'aide d'une machine à remonter le temps, de revenir en 1977 pour tuer Convoy, et détruire les compagnies rivales afin d'accroitre davantage son monopole dans le futur. Il conduit une luxueuse limousine dont l'arme spéciale est un éclair qui peut foudroyer plusieurs ennemis à la fois s'ils sont assez proches les uns des autres pour former une chaîne.

- Boogie (Marathon) à débloquer
Boogie est un passionné de disco. Il conduit une voiture ressemblant à une AMC Pacer. Son arme spéciale, la Disco Inferno est une boîte noire renfermant une boule à facettes gonflable projetant des leurres infrarouges explosives sur tous les ennemis proches.

### Drifters
- Agent R. Chase (Chrono Stinger)
Chase est un agent de ChronoPol qui a suivi depuis 2017 Lord Clyde afin de l'empêcher de perturber le flux temporel. Il conduit une voiture qui ressemble à une Plymouth Prowler. Son arme spéciale appelée Hard Time tir devant lui une bulle temporelle arrêtant le temps pour tout élément du décor, ennemi, allié à l'exception de Chase, lui permettant ainsi d'attaquer facilement les véhicules ainsi figés.

- Bob O. (Moon Trekker)
Bob O. est un astronaute qui ne retire jamais sa combinaison ni son casque et qui a des comportements plutôt étranges et un goût prononcé pour les bananes. Il semble parler au moyen d'un synthétiseur vocal, sa voix étant métallique et saccadée. Il s'avère dans sa cinématique de fin que Bob O., ou plutôt Bobo, est un chimpanzé. Il conduit un véhicule lunaire qu'il a volé en s'échappant des locaux de la NASA. Son arme spécial est composée des pinces de collecte du module qu'il utilise pour griffer les ennemis et les désarmer.

- Garbage Man (Grubb Dual Loader)
Un mystérieux éboueur qui ramasse toutes sortes de déchets et de pièces détachées. Il s'agit en réalité de Y, l'extraterrestre de Vigilante 8 qui cherche de quoi réparer son vaisseau pour rentrer chez lui. Il conduit un camion benne et son arme spéciale est le compacteur d'ordures qu'il utilise pour broyer les petits véhicules ou bien pour frapper contre le sol les plus grands avant de les envoyer au loin.

- Chassey Blue (Vertigo) à débloquer
Chassey Blue est un agent du FBI et ancien membre des Vigilantes. Son arme spéciale est un petit satellite orbitant autour du véhicule de Chassey chercheuse, une fois le véhicule ennemi repéré, il se dirige vers lui avant d'émettre un rayon laser.

- Padre Destino (Goliath Halftrack) à débloquer
Ancien militaire, Padre Destino est aujourd'hui un prophète annonçant la fin du monde prêt à la provoquer lui-même si ses prédictions ne se réalisent pas. Son Goliath Halftrack est inspiré des M3 Half-track de la Seconde Guerre mondiale. Son arme spéciale, la Porte d'Hadès est un esprit maléfique qui tourne autour de son véhicule pour lui permettre de s'enfoncer dans le sol pour ressurgir sous un ennemi visé, le projetant dans les airs à l'impact.

- Dusty 'Earth' (Wapiti 4WD) à débloquer
Dusty Earth est un chaman amérindien qui en veut au conflit Vigilantes/Coyotes d'avoir saccagé les terres de sa tribu. Il conduit un SUV ressemblant à un AMC Eagle et son arme spéciale, Magie Tribale appelle un faucon qui à son tour va invoquer une tornade sous le véhicule ciblé le projetant dans les airs.

## Musique
Comme Vigilante 8, les musiques sont essentiellement du disco, du funk ou du rock, mais certaines sont futuristes. Il est possible, comme dans le précédent opus d'écouter d'autres pistes audio en remplaçant le CD du jeu par un autre CD pendant la partie.

## Contenu deVigilante 8
Il est possible, lors du choix de l'arène de remplacer le CD du jeu par le CD de Vigilante 8 pour avoir accès aux arènes de ce dernier, ainsi qu'à ses musiques, tout en jouant les personnages de Second Offense.